# Human. :II: Nature.
Vous lisez un « bon article » labellisé en 2023.
Albums de Nightwish
Endless Forms Most Beautiful
(2015) Yesterwynde
(2024)
Singles
1. Noise
Sortie : 7 février 2020
2. Harvest
Sortie : 6 mars 2020
3. Ad Astra
Sortie : 11 mars 2020

Human. :II: Nature. (stylisé HVMAN. :||: NATVRE.) est le neuvième album du groupe de metal symphonique finlandais Nightwish, sorti à l'international le 10 avril 2020 chez Nuclear Blast lors de la période de confinement liés au Covid-19. Il s'agit du premier album double de Nightwish. Le premier CD est focalisé sur la musique du groupe et le second est composé d'une grande fresque orchestrale. Au départ, la formation n'envisageait pas de réaliser un double album, mais le dernier morceau ne rentrant pas sur les 80 minutes du disque les oblige à diviser l'album en deux. Cet album se veut une déclaration d'amour du groupe à la Nature et le deuxième volet d'une trilogie débutée avec Endless Forms Most Beautiful (2015) et close par Yesterwynde (2024). Il s'agit du premier album du groupe à présenter Kai Hahto comme batteur du groupe, à la suite du départ l'année précédente de Jukka Nevalainen, bien qu'il ait joué sur Endless Forms Most Beautiful (2015). C'est aussi le dernier album du groupe dans lequel Marco Hietala est bassiste.
Pour Human. :||: Nature. le groupe s'investit davantage via les réseaux sociaux pour en faire la publicité. L'opus est promu par le biais de trois singles : le premier, Noise, sort accompagné d'un clip vidéo le 7 février 2020 et se place à la 22e place des charts finlandais. Il est suivi le 6 mars par Harvest et le 11 mars par le morceau orchestral Ad Astra sorti en partenariat avec World Land Trust. À la sortie commerciale de l'album, toutes les chansons sont accompagnées de clips avec paroles. Pour réaliser des photos promotionnelles, les membres du groupe sont autorisés à privatiser le Musée d'histoire naturelle de Londres.
Nightwish lance dès 2020 le Human. :||: Nature. World Tour qui, à cause de la pandémie de Covid-19, est repoussé à de nombreuses reprises jusqu'en 2022. Le groupe commence cependant sa tournée en mai 2021 par deux concerts en réalité virtuelle avec Jukka Koskinen comme bassiste de remplacement.

## Contexte

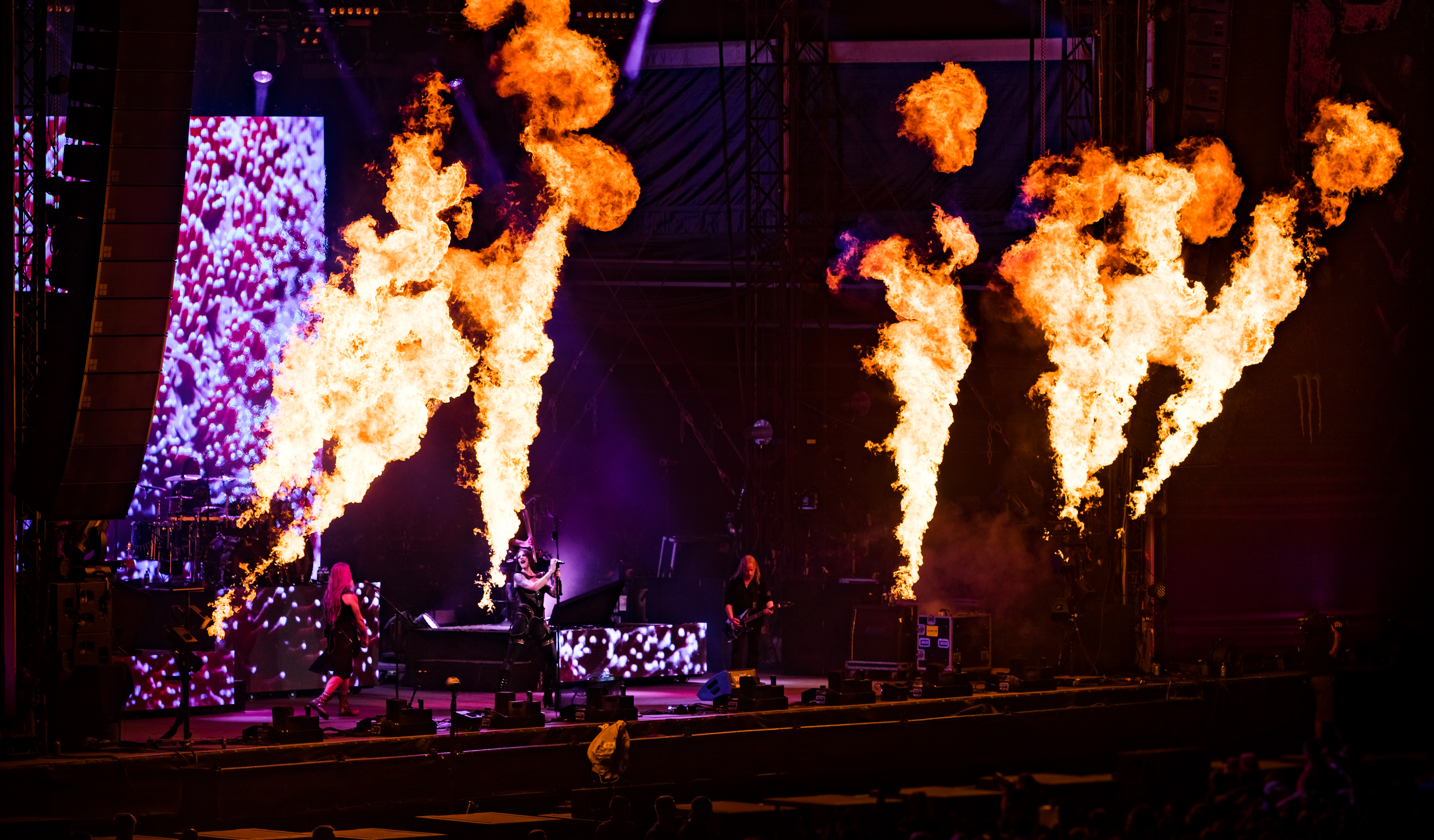
Nightwish lors du Decades: World Tour en 2018, ici au Wacken Open Air.

En 2012, lors du Imaginaerum World Tour, tournée promouvant l'album Imaginaerum (2011), Nightwish annonce le remplacement de sa chanteuse Anette Olzon par Floor Jansen (ex-After Forever, ex-ReVamp),. À la fin de la tournée, elle est ajoutée aux membres officiels du groupe aux côtés du multi-instrumentiste Troy Donockley,.
En 2015, la formation publie Endless Forms Most Beautiful, un album basé sur les travaux du naturaliste Charles Darwin. Après une tournée sur la base de cet opus, le groupe décide de prendre une pause d'un an lors de laquelle Floor Jansen s'occupe de sa fille. Tuomas Holopainen déclare en 2016 dans une interview que le groupe retournera en studio entre les années 2018 et 2020, avec un autre album qui poursuivra les thèmes explorés dans Endless Forms Most Beautiful.
Tuomas Holopainen, après la création de l'album précédent qu'il décrit comme « le chef-d’œuvre du groupe depuis un certain temps » et du morceau The Greatest Show On Earth, n'a pas pu écrire de nouvelles chansons et compositions pour le prochain album en raison d'un manque d'inspiration. Il explique avoir essayé « une fois ou deux mais ça ne fonctionnait pas. Je me posais devant mon clavier, je commençais à jouer, mais je ne ressentais rien ». En 2017, il forme le trio nommé Auri avec sa femme, la chanteuse Johanna Kurkela, et son compagnon de Nightwish, Troy Donockley, pour créer un album du même nom. Après la sortie de l'album le 23 mars 2018, Tuomas déclare que « tous les barrages se sont brisés et pendant les deux mois suivants, je ne faisais presque rien d'autre que Nightwish et travaillais sur beaucoup de nouvelles chansons »,.
Entre-temps, Nightwish publie la compilation Decades le 9 mars 2018 et commence une septième tournée mondiale appelée Decades: World Tour afin de célébrer ses 20 ans d'existence,. Lors de cette tournée le groupe rejoue de nombreux anciens morceaux, plus entendus sur scène depuis dix ou quinze ans, comme The Carpenter, 10th Man Down ou Devil and the Deep Dark Ocean. En 2019, le groupe annonce le départ du batteur Jukka Nevalainen, qui s'est éloigné temporairement afin de soigner ses insomnies, et que Kai Hahto, son remplaçant et batteur de Wintersun, devient un membre officiel,,.

## Caractéristiques

### Titre et pochette

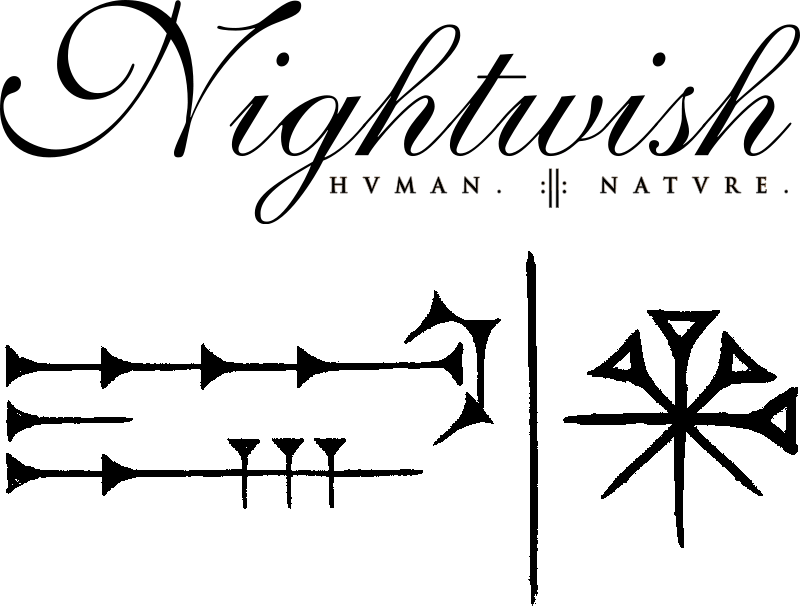
Le logo et les symboles se trouvant sur la pochette de l'album. Celui de gauche est le mot signifiant humain et celui de droite le mot signifie nature ou dieu.

Tuomas Holopainen, leader, claviériste et principal auteur-compositeur de Nightwish, déclare qu'au tout début il ne savait pas comment l'album allait s'appeler. Le nom lui vient pendant le processus de création après avoir écrit quatre à cinq chansons. Il explique avoir « réalisé que toutes les chansons étaient différentes mais voguaient dans les mêmes eaux thématiquement parlant, et le mot « humain » ne cessait de revenir dans les textes ». Il déclare que les chansons lui ont inspiré le titre Human. :||: Nature.. Les deux parties du titre font référence respectivement à l'humanité et à la nature. De plus, Holopainen s'amuse du jeu de mots entre l'opposition des deux concepts et le terme de « Nature humaine », ce qui s'accorde bien aux paroles des chansons d'après lui. Les deux mots sont séparés par un symbole dont Holopainen déclare ne pas vouloir révéler la signification afin de garder le mystère. Selon le site Nightwish.fr il s'agit d'un signe qui sert de séparateur ou de lien entre les deux mots et est un « un symbole musical, qui désigne à la fois la suite, la fin, et le début ».
La pochette de l'album est réalisée par les artistes finlandaises Janne Pitkänen, plus connue sous le pseudonyme de Toxic Angel, et Ravnheart. Elle représente une stèle, dans de la pierre, avec deux symboles cunéiformes gravés. Holopainen explique que celui du haut est le plus vieux symbole connu pour désigner le concept de « nature » ou « dieu », il s'agit d'un symbole sumérien datant de 2400 avant J.-C. Celui du dessous est un symbole assyrien datant de 800 avant J.-C. et signifie « humain ». Ainsi pour lui « le titre de l’album est sur l’illustration elle-même ! ». Pour créer la pochette, Floor Jansen déclare que le claviériste est allé voir les deux artistes avec les paroles afin de visualiser la pochette ensemble. Ne trouvant pas de terme pour convenir aux deux mots, Toxic Angel et Ravnheart ont eu l'idée d'aller chercher du côté des plus anciennes formes d'écritures créées par les hommes pour dire ces deux mots. Afin d'éviter qu'« un historien arrive et dise : « Vous avez mal cherché sur Google, ça veut dire ceci » », le groupe demande l'aide d'un spécialiste du sujet, ami de Troy Donockley, pour vérifier l'authenticité des deux mots.

### Annonces et composition

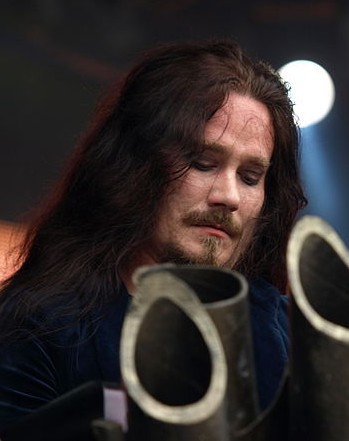
Tuomas Holopainen, claviériste et auteur-compositeur du groupe.

En juillet 2018, alors que le groupe est en tournée, Tuomas Holopainen déclare lors d'une conférence avoir écrit « 80 à 90 % » du prochain album de Nightwish et que celui-ci comprendrait dix ou onze titres. L'enregistrement commencerait en juillet 2019, pour une sortie prévue au printemps 2020. Le groupe « utiliserait l'instrumentation [orchestrale] d'une autre manière qu'auparavant », Holopainen déclarant : « Nous souhaitions rechercher de nouvelles façons de l'utiliser afin qu'il ne finisse pas par ressembler à ce qu'il était auparavant ». Il annonce à ce moment qu'un thème est présent tout au long de l'album mais qu'il ne peut en dire plus car « aucun autre membre du groupe n'a entendu quoi que ce soit. Nous avons eu quelques discussions sur certaines choses et certaines chansons, mais c'est à un stade très précoce, et je travaille encore seul à la maison, donc... gardons le mystère encore un peu ».
Floor Jansen déclare en novembre penser que le processus d'enregistrement serait similaire à Endless Forms Most Beautiful pour lequel le groupe a répété très longtemps avant de commencer à enregistrer. Le 15 juillet 2019, Nightwish annonce commencer le travail sur son nouvel album.
Tuomas Holopainen déclare que pour lui Human. :||: Nature. est le « grand frère d'Endless Forms Most Beautiful » et peut-être même le deuxième volet d'une « trilogie ou quelque chose comme ça ». Il le qualifie de « lettre d'amour de Nightwish à la Nature ». L'écriture des textes a pris, selon le claviériste, du temps mais il « n’y a eu aucun moment de frustration ou de page blanche » car il a apprécié écrire et composer pour l'album car le sujet qu'il aborde lui tient « vraiment à cœur ». Au tout début du processus de création le leader déclare avoir « juste attaqué les chansons une par une » sans savoir « comment l’album allait sonner ». Holopainen explique lors d'une interview avec EMP qu'à l'origine il n'a pas en tête l'idée de faire un album sur l'humanité ou la nature humaine. C'est une fois les paroles terminées qu'il découvre un fil conducteur entre toutes les chansons et qu'il s'agirait d'un album thématique,. À la fin de l'écriture des chansons, le compositeur se rend compte aussi que tous les titres de la partie « humain » se composent d'un seul mot hormis le morceau How's the Heart?. Il déclare avoir essayé de raccourcir ce titre à un mot mais ne pas avoir réussi car « je trouvais que c'était une phrase très accrocheuse, et que j'adorais la façon dont ça sonne »,.

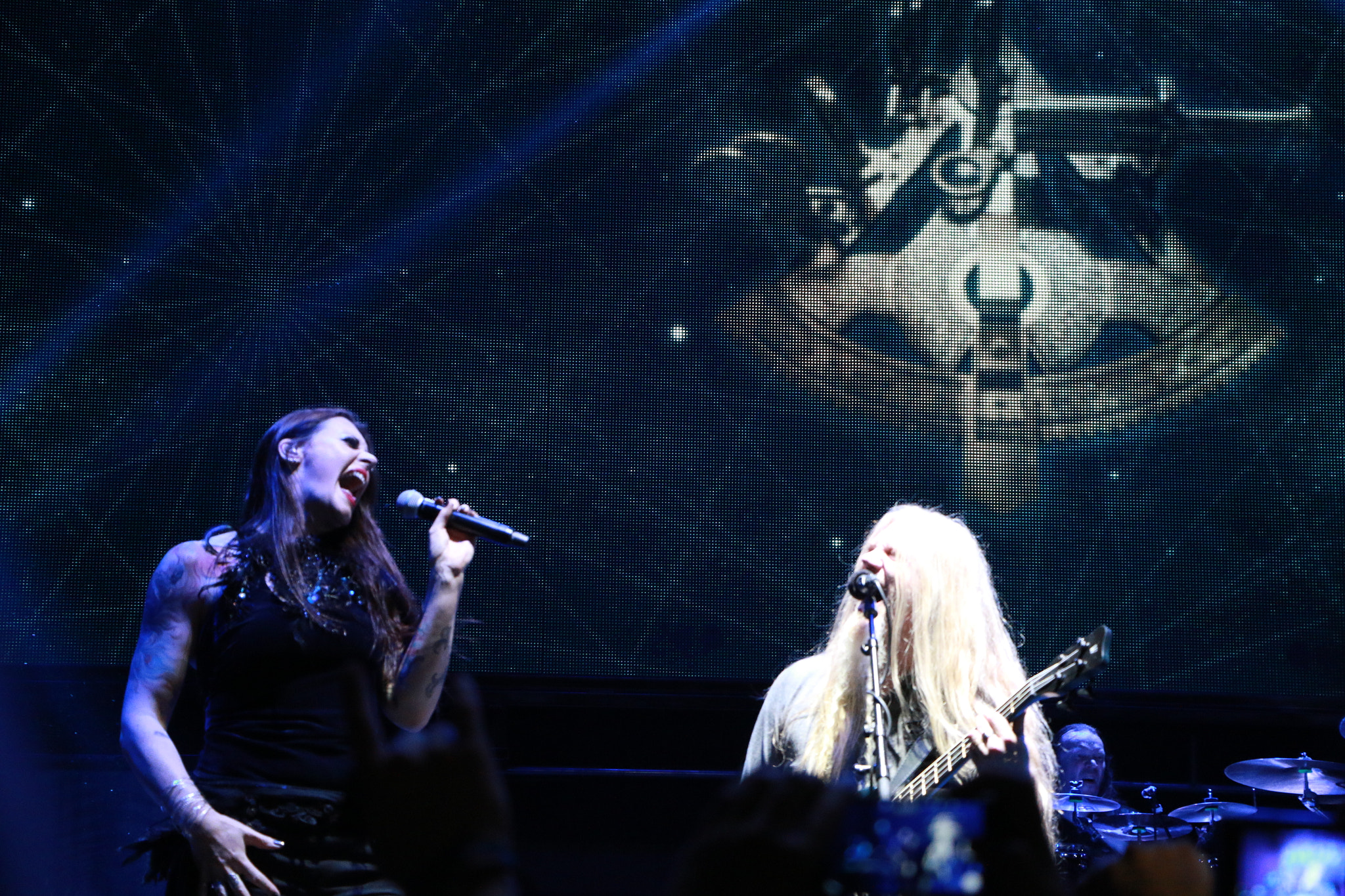
L'album est en grande partie basé sur l'harmonisation entre les voix de Floor Jansen (gauche), Marco Hietala (droite) et Troy Donockley.

L'album compte Floor Jansen, Marco Hietala et Troy Donockley comme chanteurs, ce qui « apporte un tout nouveau son dans le groupe » selon Jansen. Tuomas Holopainen explique qu'il s'agit d'un « album fait pour les chanteurs » et que cela a été décidé par le groupe avant le processus d'écriture à la suite des réarrangements des anciens morceaux de Nightwish pour le Decades: World Tour,,. Selon lui, il n'y a jamais eu jusque-là d'harmonisation des voix dans les chansons du groupe et comme « les neuf premières chansons ne comportent pas d'orchestre. Il n'y a que des cordes et des chœurs en direct. Cela a également laissé beaucoup de place pour que le groupe actuel puisse briller ». De plus, sur cet album Tuomas Holopainen déclare à propos des performances vocales de Floor Jansen que celle-ci « brille vraiment sur cet album et que c'est son meilleur effort à ce jour ». Il ajoute qu'elle « a répété comme une folle pour les chansons et nous avons passé beaucoup de temps en studio à travailler les paroles, la prononciation, le timing, tout » et que le résultat est « assez phénoménal ». De son côté, la chanteuse déclare que le déchiffrage des partitions de chant s'est fait en compagnie d'Holopainen, qui lui donne une idée des mélodies. C'est au moment des répétitions générales que le groupe discute du « son et de l'énergie qui fonctionnent ». Il s'agit aussi du premier album de Nightwish à présenter Kai Hahto comme batteur officiel du groupe, bien qu'il ait déjà joué sur Endless Forms Most Beautiful.
Quand on demande pourquoi le groupe a décidé de sortir un double album Holopainen explique qu'il « n'est pas possible de faire tenir les dix chansons sur un seul CD, car l'album fait environ 83 ou 84 minutes pour le moment. Le maximum pour un CD est de 78 minutes » et qu'il « fallait simplement le faire parce qu'il y avait beaucoup de matériel »,. De plus, selon lui « cela a parfaitement un sens » vu que les deux CD reposent sur deux thèmes distincts. Holopainen explique que toutes les chansons qu'il a écrites sont sur l'album et qu'hormis les chansons Music et Harvest, qui ont été réarrangés, la plupart des morceaux sont comme sur les démos. Après avoir fait participer Richard Dawkins sur Endless Forms Most Beautiful, le groupe propose à David Attenborough de collaborer avec eux mais celui-ci décline l'invitation,.

### Enregistrement

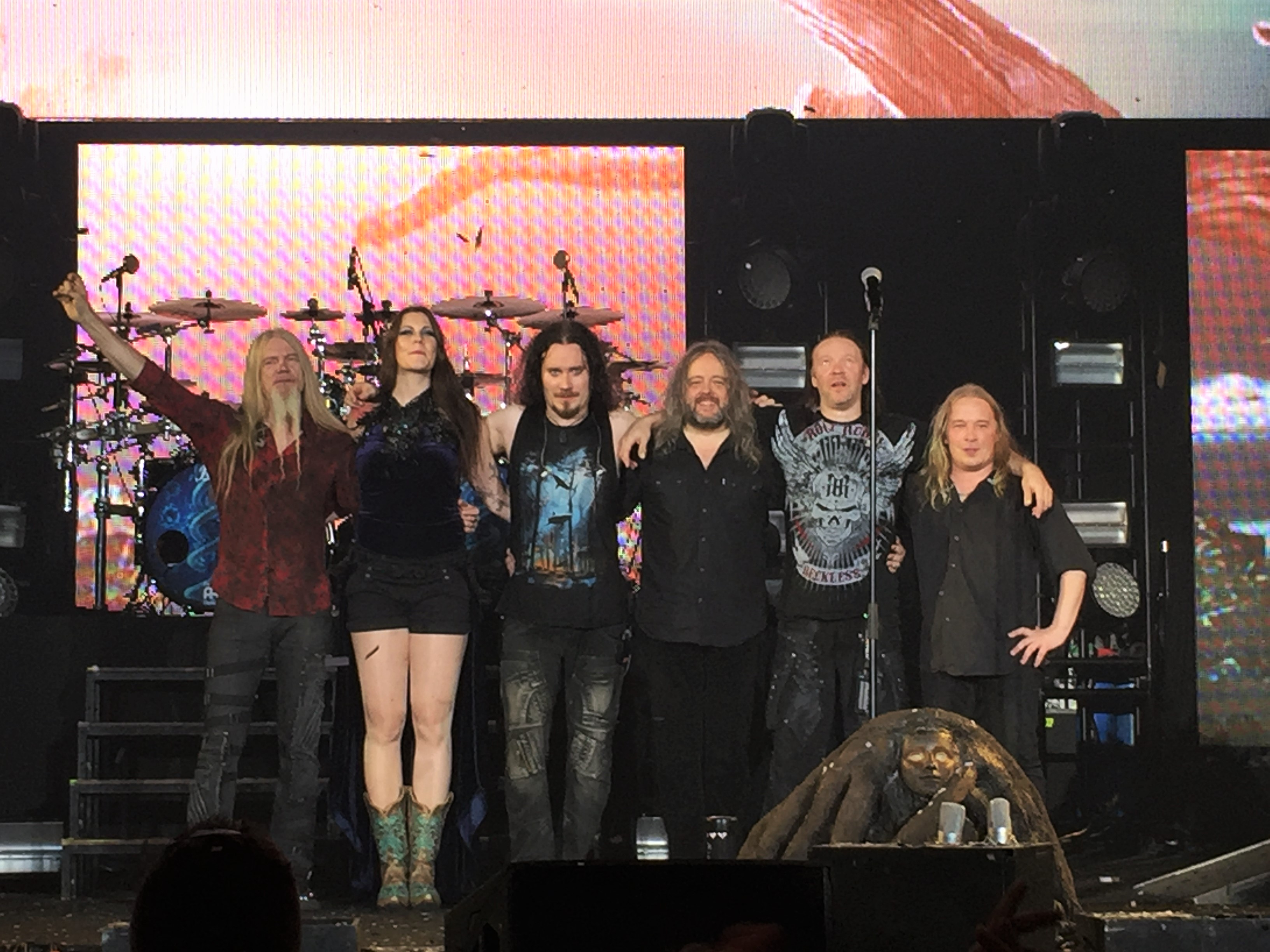
Human. :II: Nature. est le cinquième album du groupe à collaborer avec l'Orchestre philharmonique de Londres.

Comme pour l'album précédent, Endless Forms Most Beautiful, Nightwish enregistre son album dans trois studios différents. Le groupe répète et enregistre certaines parties dans leur « campside » avant d'enregistrer les parties de batterie aux studios Petrax pour l’acoustique. Les orchestrations sont enregistrées à Londres. Le 31 octobre 2019, Floor Jansen confirme que l'enregistrement du nouvel album est terminé, déclarant qu'elle en est « très, très heureuse ». Elle annonce en plus que le son de la formation sera « autant du Nightwish traditionnel que quelque chose de nouveau » et ajoute avoir « réalisé des choses que je ne pensais pas pouvoir faire » car le processus de création a été un véritable challenge. Tuomas Holopainen confirme le 18 décembre 2019 sa présence aux studios Finnvox afin de réaliser le mixage du prochain album et annonce par la même occasion que sa sortie est prévue pour le premier trimestre de 2020,.
Comme depuis l'album Once (2004), le groupe collabore pour les orchestrations avec Pip Williams, l'Orchestre philharmonique de Londres et le chœur du Metro Voices. Holopainen déclare que travailler avec eux est toujours un réel bonheur mais que cela ne lui fait « plus le même effet qu’à l’époque » car « on sait ce qui nous attend ». Il explique que pour la première fois depuis les débuts de leur collaboration avec le Metro Voices, les chanteurs du chœur ont dû prendre le temps de déchiffrer leurs partitions. Selon lui « en général, on va jusqu’à la seconde prise, et c’est fini. Ce sont les meilleurs au monde pour lire à vue les partitions, et ce qu’ils sont capables de chanter est époustouflant. Mais cette fois, ils étaient là : « Ok, donne-nous une demi-heure, il faut vraiment qu’on répète ça ! » » et qu'en voyant la mélodie sur la chanson Pan beaucoup se sont demandé « Quoi ? Où est-ce que ça va ?! ». Afin de faire comprendre au chœur ce qui est attendu, l'organisation a dû apporter un piano. Jenny O'Grady, la cheffe de chœur, déclare que « seul Danny Elfman écrit des trucs plus difficiles » qu'Holopainen. Le compositeur ajoute aussi que la harpiste, Skaila Kanga (en), a demandé pour la première fois qu'on lui joue les notes en raison du niveau de difficulté du morceau Aurorae.
Le mixage est réalisé par Tuomas Holopainen, Tero Kinnunen et Mikko Karmila, et le mastering par Mika Jussila aux studios Finnvox. Le 10 janvier 2020, Holopainen annonce que la production de l'album est finie et que celui-ci est prêt à sortir. Le titre, la couverture et d'autres détails de l'album sont publiés le 16 janvier 2020 dont la date de sortie, le 10 avril 2020,,,. Au départ Nuclear Blast, le label du groupe, souhaite repousser la date de sortie de l'album en raison de la pandémie de Covid-19 avant de revenir sur la date officielle car le groupe voit en la situation mondiale un bon moment pour que les fans découvrent plus en profondeur l'album.

### Informations sur les pistes
Music décrit l'histoire de la musique et « des premiers sons rudimentaires à la musique que nous connaissons aujourd'hui ». Cette chanson commence par une longue intro et est décrite comme très harmonique et mélodique. Selon certains la chanson serait une continuation de The Greatest Show On Earth présent sur Endless Forms Most Beautiful ; permettant un enchaînement direct entre les deux albums,. Dans une interview avec le magazine Hard Force, Tuomas Holopainen explique que les paroles décrivent le rapport entre l'Homme et la musique, en quoi « les mélodies nous font des sensations bizarres lorsque nous les écoutons » et depuis quand « a-t-elle touché l’humanité ». Les couplets de la chanson sont décrits par Jansen et Holopainen comme étant très complexes et difficiles à chanter,.
Noise parle de l'addiction au téléphone portable et aux nouvelles technologies et ce que l'Homme en fait, comme chercher et croire des informations « basées sur des preuves, mais aussi des rumeurs » ou utiliser les réseaux sociaux « comme une plateforme du narcissisme » en attendant des autres des likes et des avis sur nous.
Shoemaker raconte la vie d'Eugene Shoemaker, un astronome et géologue qui rêvait d'aller sur la Lune. À sa mort en 1997, sa collègue Carolyn Porco, qui était sur le point d'y envoyer une fusée, demanda à incinérer le corps de Shoemaker afin d'envoyer ses cendres sur la Lune, faisant ainsi de lui la seule personne dont les restes ne reposent pas sur Terre. Holopainen trouve qu'il s'agit de « la plus grande histoire vraie dont personne n’est au courant ». Selon Floor Jansen, la chanson ne présente pas de structure typique et se termine sur une partie très lyrique qui a nécessité de nombreuses prises avant d'arriver au résultat souhaité, étant très complexe pour elle. Des vers tirés de Roméo et Juliette de Shakespeare se trouvent avant le final du morceau et sont interprétés par Johanna Kurkela, la femme d'Holopainen et chanteuse d'Auri. Cette citation a été gravée sur la capsule envoyant les cendres de l'astronome sur Lune.

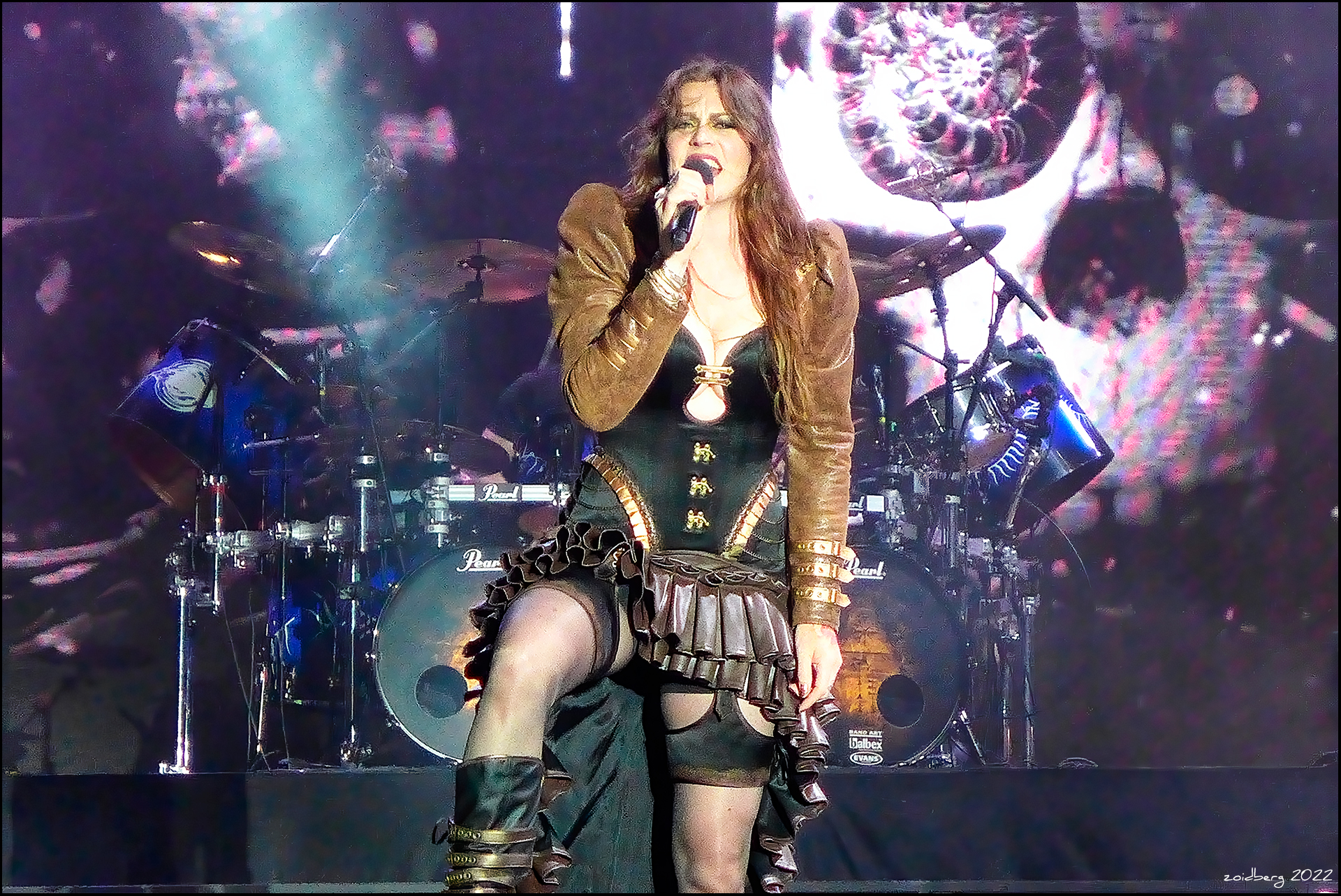
Floor Jansen a beaucoup travaillé les morceaux écrits par Holopainen afin de pouvoir les chanter. Ici la chanteuse interprète Tribal au Barcelona RockFest en 2022.

Selon Troy Donockley, les paroles de Harvest s'intègrent à tout le thème de l'album et traitent de la vie,. Pan est décrit par Holopainen comme étant un hommage au pouvoir de l'imagination humaine. Emppu Vuorinen, le guitariste du groupe, déclare que les parties de guitare ont été très difficiles à jouer et qu'il ne pense pas que le morceau sera joué en concerts en raison de sa complexité.
À propos de How's the Heart?, le claviériste déclare : « Empathie humaine, altruisme, véritable amour. Ce sont vraiment les meilleurs anges de notre nature. La nature du genre humain. Nous avons le potentiel pour être une si grande espèce. Et à bien des égards, nous le sommes déjà. Il est vraiment important de se rappeler de poser à votre famille, à vos amis, à des étrangers et à vous-même la question importante: comment va le cœur ? ». Il s'agit aussi de la seule chanson de l'album à ne pas avoir un titre en un seul mot : Holopainen avoue ne pas avoir réussi à trouver autre chose et que cette phrase d'accroche lui plaisait trop pour être changé,.
Au sujet de la septième piste de l'album et de la première chanson écrite pour l'album, Procession, Holopainen déclare que l'auditeur doit se plonger dans les paroles pour comprendre de quoi elle parle. Il précise que la série télévisée américaine Stranger Things l'a fortement influencée. Il explique aussi que les paroles abordent un thème très lyrique et qu'il s'agit de l'une des performances les plus touchantes de Floor Jansen car elle a « réellement [su] capter l'essence de la chanson ».
Tribal est décrit par Kai Hahto comme lourd et très percutant. Ce titre ainsi que d'autres pistes de l'album ont exigé de Hahto qu'il apporte des modifications à sa batterie. Selon lui, c'est est un exemple de la diversité des styles musicaux de l'album.
Selon Marco Hietala, Endlessness, parle d'une « force multiverselle si grande qu'elle lie et imprègne tout, ou toutes nos vies ; nous ne sommes que de minuscules particules dans ce flux puissant, et puis il y a ce simple chanteur humain et son ami, un être humain également, qui écrit l'histoire et nous sommes dans cette piscine rocheuse ; nous essayons de transmettre sa solitude unique à d'autres simples humains ». Holopainen qualifie la chanson de « mid-tempo un peu doom » parfaite pour clore la première partie de l'album.

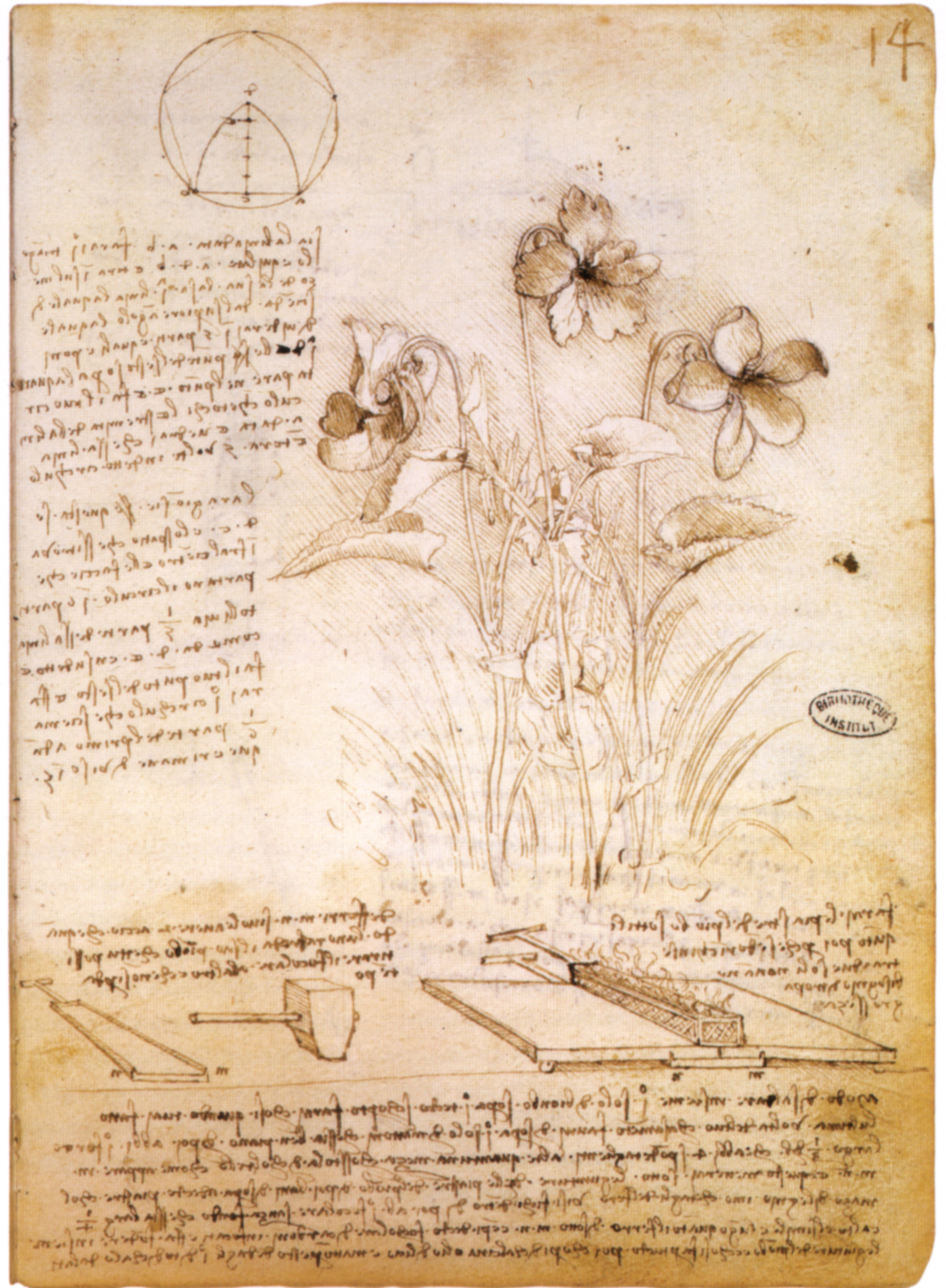
Le titre du deuxième CD de l'album est inspiré du livre An Anthology Of Writings de Léonard de Vinci.

Le second CD comprend le morceau All The Works Of Nature Which Adorn The World qui est une longue pièce orchestrale instrumentale divisée en huit parties distinctes. Tuomas Holopainen la qualifie de « voyage à travers les paysages magnifiques et inspirants de la planète Terre ». Le titre de la fresque musicale provient d'une citation du livre An Anthology Of Writings de Léonard de Vinci. Holopainen utilise ces mots car il explique avoir voulu « peindre la beauté du monde avec une musique que les gens pourraient voir et entendre ».

« La peinture se résume aux 10 attributs de la vue; qui sont : l'obscurité, la lumière, la matière et la couleur, la forme et la position, la distance et la proximité, le mouvement et le repos. Mon modeste travail sera un tissu [des études] de ces attributs, rappelant au peintre les règles et les méthodes par lesquelles il devrait utiliser son art pour imiter toutes les œuvres de la nature qui ornent le monde. »

— Léonard de Vinci, An Anthology Of Writings
Le claviériste cite l'émission Blue Planet de David Attenborough comme ayant influencé son travail pour le morceau,. Il explique avoir « lancé la série en coupant le volume et j'ai joué sur mon clavier en m'inspirant de ce que je regardais ». Selon lui, le fait de rendre une partie du morceau complètement instrumentale était délibéré, dans le but de faire briller l'orchestre. De plus, le leader n'a pas souhaité mettre de voix humaines sur la composition car elles sont « très caractéristiques » et risquent de divertir l'auditoire de la musique instrumentale. Les seules exceptions faites sont pour la partie Quiet As The Snow, ou le chœur dit la phrase « quiet as the snow » en huit langues différentes, pour quelques parties vocales sans paroles chantées par Floor Jansen et des citations prononcées par l'actrice britannique Geraldine James, dont une de Carl Sagan sur Ad Astra qui permet de clore le thème de l'album. Bien que le morceau soit en théorie exclusivement orchestral, Tuomas Holopainen et Troy Donockley jouent à certains moments,.

## Lancement et réception

### Promotion et lancement

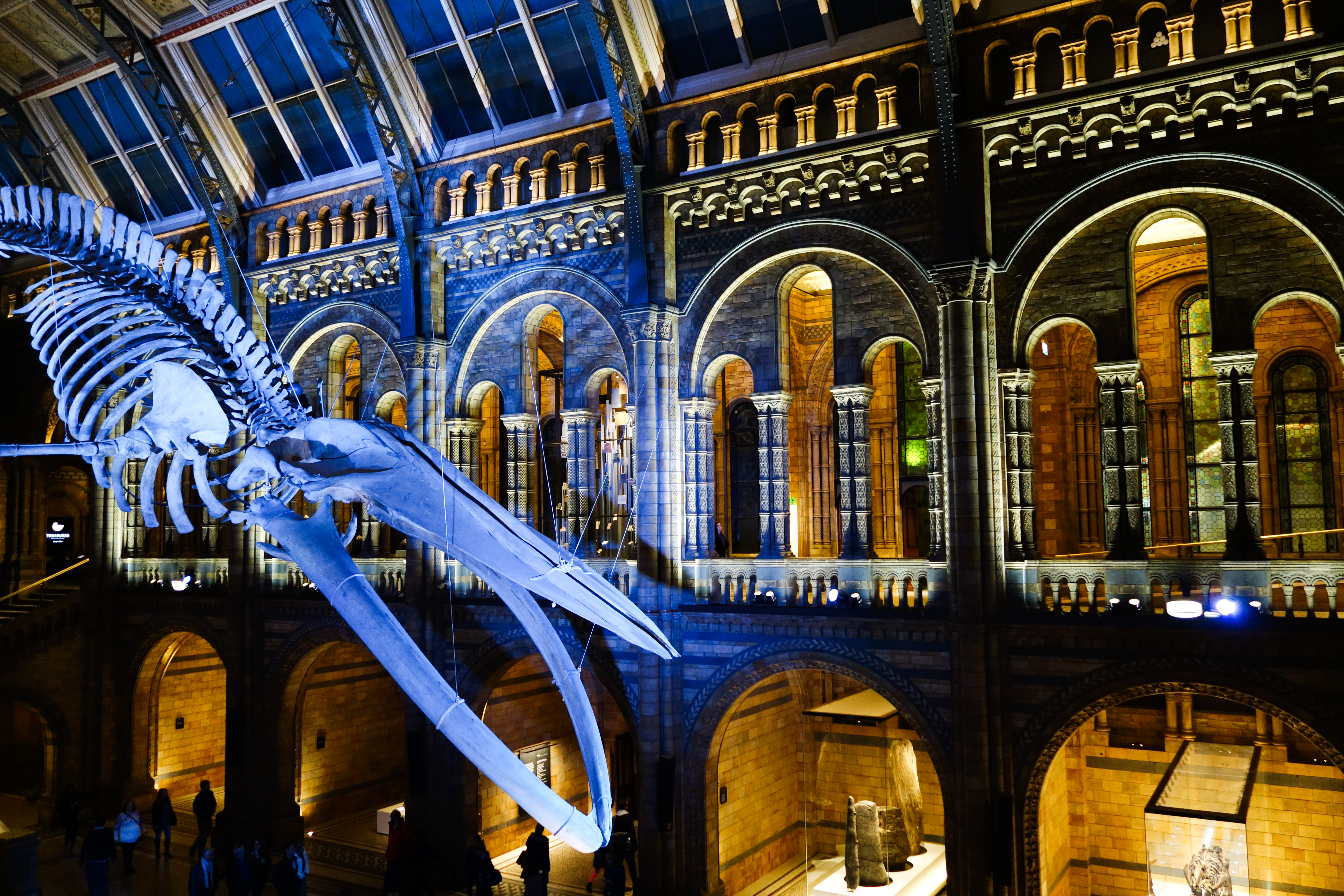
Pour promouvoir l'album le groupe réalise ses sessions photos au Musée d'histoire naturelle de Londres.

Nightwish déclare le 22 janvier 2020 être devenu « le premier groupe à avoir reçu la permission de faire une séance photo dans la légendaire cathédrale qu'est le Natural History Museum de Londres », lieu dont ils disposent pendant quatre heures pour y prendre leurs photos,,. Tuomas Holopainen déclare que l'obtention de l'autorisation est facilitée par une amie à lui qui travaille là-bas. Il ajoute que le lieu correspond très bien aux thèmes de l'album.
Afin de promouvoir Human. :||: Nature., Nightwish s'investit plus sur les réseaux sociaux, notamment Facebook, Twitter et Instagram où ils donnent des informations sur les chansons,. Le premier single de l'album, Noise, accompagné d'un clip, sort le 7 février 2020. Au départ, Holopainen ne souhaite pas faire de clip vidéo pour promouvoir l'album. C'est finalement Floor Jansen qui le convainc d'en faire un. Celui-ci est réalisé par Stobe Harju, leur collaborateur pour les clips de Nemo et de The Islander. Le single ne sort pas en format physique à la suite d'une décision de Nuclear Blast, leur label. Il entre en 19e position des charts hongrois et en 22e position des morceaux les plus écouté sur les chaines de radiodiffusions finlandaises. Le deuxième single de l'album, Harvest, sort le 6 mars 2020, en compagnie d'un lyrics vidéo. Le 11 mars 2020, Ad Astra, le dernier morceau du deuxième disque de l'album, sort dans une vidéo qui révèle un partenariat avec World Land Trust.
L'album sort le 10 avril 2020 en plein confinement dû à la pandémie de Covid-19,. Le jour de sa sortie, Nightwish diffuse des lyrics vidéo pour toutes les chansons de l'album. Human. :||: Nature. se positionne rapidement dans le top 10 des ventes d'albums d'une dizaine de pays. Il atteint la 1re place des charts finlandais, allemands, croates et espagnols, en 2e place des charts autrichiens, suisses, néerlandais et hongrois, en 3e place des charts polonais et portugais ainsi qu'en 4e place des charts norvégiens et tchèques. Le 25 avril 2022, Nightwish annonce que l'album est devenu double disque de platine en Finlande. Le 21 janvier 2021, l'album est nommé aux Finnish Emma Awards dans les catégories « Album de l'année », « Groupe de l'année », « Choix des téléspectateurs de l'année » et « Album metal de l'année », le groupe remporte finalement la dernière catégorie. Le 28 novembre 2022, le groupe sort Human. :||: Nature. (Tour Edition) une édition spéciale contenant un DVD d'un de leurs concerts en réalité virtuelle,.

### Accueil critique
L'album est bien reçu par les critiques de musique. AllMusic donne à l'album une critique positive, en déclarant : « Bien que ce travail semble faire partie intégrante de l'esthétique de Nightwish, il peut, à lui seul, ne pas plaire à tous les fans. Cela dit, il ajoute de la profondeur et de la dimension à Human. :II: Nature. qui est, à une exception près, un album constamment et profondément satisfaisant qui valait la peine d'être attendu ». Kerrang! donne à l'album une note de 3 sur 5 et déclare : « Au mieux, Hvman :II: Natvre a la magie impressionnante qui a fait de Nightwish l'un des plus grands groupes d'Europe. Mais cette fois, on a le sentiment que pour un si gros concept, les choses ne sont pas allées assez loin ». Metal Hammer donne également une critique positive à l'album : « Vous savez, un groupe se sent plutôt en confiance lorsqu'il prend des libertés avec les règles du langage du rock'n'roll. Mais quelle que soit la façon dont vous prononcez le titre Human. :II: Nature., le premier album studio de Nightwish depuis cinq ans ne cherche pas à nous embrouiller davantage ».

## Human. :II: Nature. World Tour

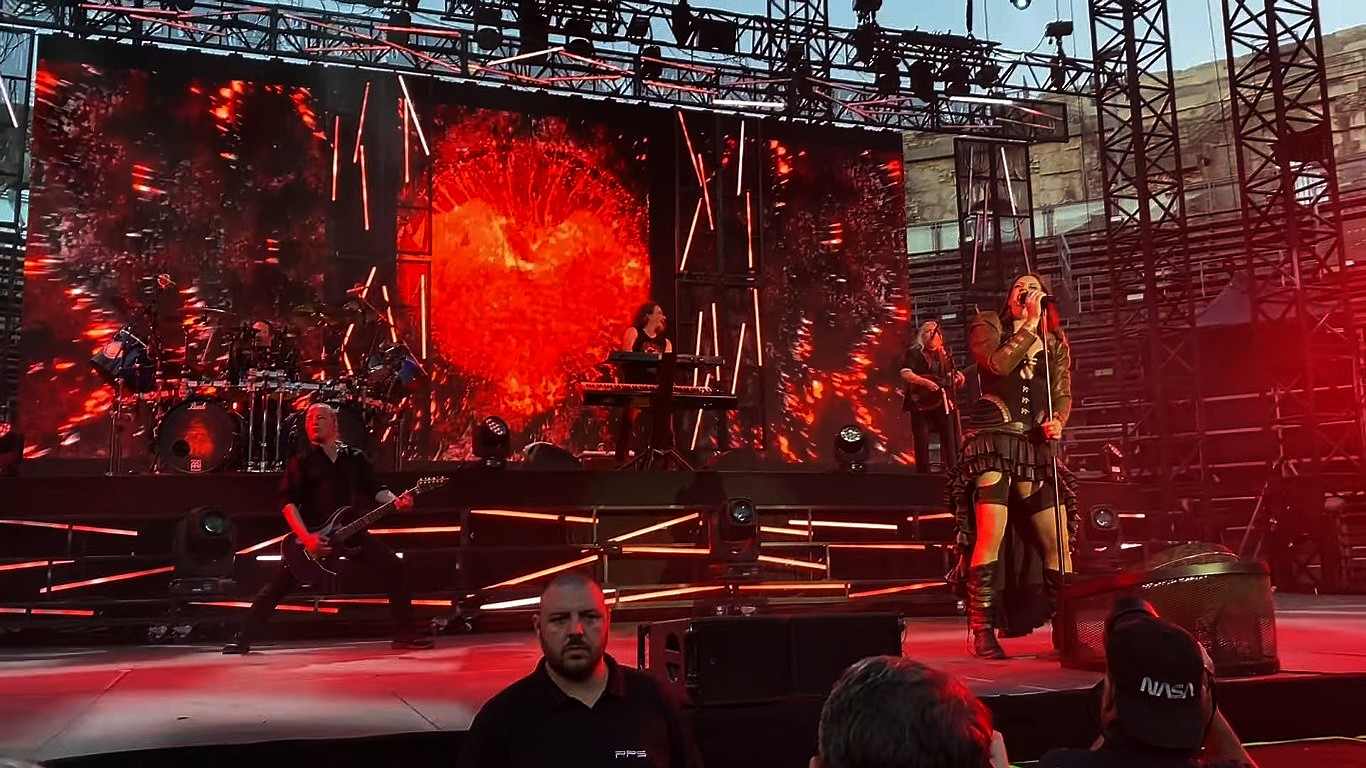
Le Human. :II: Nature. World Tour est marqué par deux concerts en réalité virtuelle, l'arrivée de Jukka Koskinen à la basse et des concerts dans des lieux historiques, comme ici aux arènes de Nîmes.

Peu de temps avant la sortie de l'album, le groupe annonce débuter une nouvelle tournée fin 2020 après la fin du confinement lié à la pandémie de Covid-19. Au moment de l'annonce, il est révélé qu'Amorphis et Turmion Kätilöt feront les premières parties. Dès l'annonce du Human. :II: Nature. World Tour les dates pour les deux concerts à Amsterdam sont annoncés comme complètes. La tournée doit commencer en Europe le 16 novembre mais le groupe se voit être obligé de la reporter à l'année suivante à cause de la situation sanitaire.
Le 17 décembre 2020, voyant que la situation mondiale se complique, Nightwish annonce commencer la tournée les 12 et 13 mars 2021 avec An Evening With Nightwish In A Virtual World, une expérience interactive en live dans une taverne construite en réalité virtuelle appelée The Islanders Arms,. À la suite de problèmes d'emploi du temps, les deux dates sont repoussées aux 28 et 29 mai. Le 12 janvier 2021, Marco Hietala, bassiste depuis 2001, annonce son départ du groupe à cause du comportement des sociétés de streaming et de l’industrie de la musique envers les artistes et aussi à cause de son âge (55 ans),. Son remplaçant, Jukka Koskinen, est annoncé quelques heures avant les concerts en réalité virtuelle,. Les deux dates comptent un public venant de 108 pays différents et le premier recense une audience d'environ 150 000 spectateurs ; les billets vendus représentent environ un million d'euros.
Le 28 juillet, Nightwish organise un concert secret sous le nom Nevski & The Prospects à Oulu en Finlande avant de jouer dans deux festivals finlandais. À la suite des problèmes causés par la pandémie de Covid-19 la formation est obligée de reporter une partie de sa tournée européenne à 2022,. Le Human. :II: Nature. World Tour commence finalement le 4 mai 2022 à Toronto au Canada et est suivi par une tournée nord-américaine,,. Le groupe retourne à l'été jouer dans les festivals européens dont The Rockfest, le Sweden Rock Festival, le Pinkpop Festival et le Hellfest. Le groupe joue lors de cette période dans des lieux historiques tels que les arènes de Nîmes (France) et l'abbaye Sainte-Brigitte en Estonie.
Le 21 août 2022, Nightwish annonce que Jukka Koskinen devient un membre officiel du groupe. À la suite de la guerre en Ukraine ils annoncent annuler leurs concerts en Ukraine, en Russie et en Biélorussie.La tournée en Europe reprend, avec de nombreuses dates complètes, le 20 novembre au Royaume-Uni,,. Lors de la tournée européenne le groupe invite à Amsterdam le chanteur néerlandais, et ami de Floor Jansen, Henk Poort à venir sur scène pour interpréter The Phantom of the Opera, reprise tiré de l'album Century Child (2002) et jamais interprété sur scène depuis le départ de Tarja Turunen en 2005,, et Yannis Papadopoulos de Beast in Black à Prague sur la chanson Sahara,. Le groupe aurait dû reprendre sa tournée le 3 janvier 2023 en Chine mais à cause des conditions sanitaires Nightwish préfère annuler de nouveau les concerts dans le pays. La formation reporte en même temps les dates prévues en janvier au Japon, à Singapour et à Taïwan en raison des obligations médicales de Jansen, à qui on a diagnostiqué un cancer du sein en octobre 2022,,. Le Human. :II: Nature. World Tour se poursuit en juin 2023 avec un concert en Allemagne, à l'origine le groupe devait jouer deux fois dans le pays mais la date à Berlin est annulée,, et deux concerts en Finlande dont une date spéciale à Kitee le 17 juin, ville d'origine du groupe,,. La tournée devait se terminer le 22 juin au Tons Of Rock d'Oslo mais le groupe préfère annuler le show en raison de l'état santé de Floor Jansen,,.

## Liste des titres
Toutes les paroles sont écrites par Tuomas Holopainen.
| 1. | Music            | 7:23 |
| 2. | Noise            | 5:40 |
| 3. | Shoemaker        | 5:19 |
| 4. | Harvest          | 5:13 |
| 5. | Pan              | 5:18 |
| 6. | How's the Heart? | 5:02 |
| 7. | Procession       | 5:31 |
| 8. | Tribal           | 3:56 |
| 9. | Endlessness      | 7:11 |

| 10. | Vista                                         | 3:59 |
| 11. | The Blue                                      | 3:35 |
| 12. | The Green                                     | 4:42 |
| 13. | Moors                                         | 4:44 |
| 14. | Aurorae                                       | 2:07 |
| 15. | Quiet as the Snow                             | 4:05 |
| 16. | Anthropocene (incl. "Hurrian Hymn to Nikkal") | 3:05 |
| 17. | Ad Astra                                      | 4:41 |

| 1. | Music (Version instrumentale)           | 7:23 |
| 2. | Noise (Version instrumentale)           | 5:40 |
| 3. | Shoemaker (Version instrumentale)       | 5:19 |
| 4. | Harvest (Version instrumentale)         | 5:13 |
| 5. | Pan (Version instrumentale)             | 5:18 |
| 6. | How's the Heart (Version instrumentale) | 4:44 |
| 7. | Procession (Version instrumentale)      | 5:31 |
| 8. | Tribal (Version instrumentale)          | 3:58 |
| 9. | Endlessness (Version instrumentale)     | 7:12 |

| 1.  | Intro                                                         | 1:46  |
| 2.  | Noise                                                         | 5:15  |
| 3.  | Planet Hell                                                   | 4:40  |
| 4.  | Alpenglow                                                     | 4:43  |
| 5.  | Élan                                                          | 4:21  |
| 6.  | Storytime                                                     | 5:35  |
| 7.  | How's The Heart?                                              | 4:53  |
| 8.  | Harvest                                                       | 5:31  |
| 9.  | Dark Chest of Wonders                                         | 4:23  |
| 10. | I Want My Tears Back                                          | 5:24  |
| 11. | Ever Dream                                                    | 4:47  |
| 12. | Nemo                                                          | 5:23  |
| 13. | Sleeping Sun                                                  | 4:25  |
| 14. | Pan                                                           | 5:17  |
| 15. | Last Ride Of The Day                                          | 4:44  |
| 16. | Ghost Love Score                                              | 10:30 |
| 17. | The Greatest Show on Earth                                    | 16:41 |
| 18. | All the Works of Nature Which Adorn the World: VIII. Ad Astra | 3:36  |

## Crédits

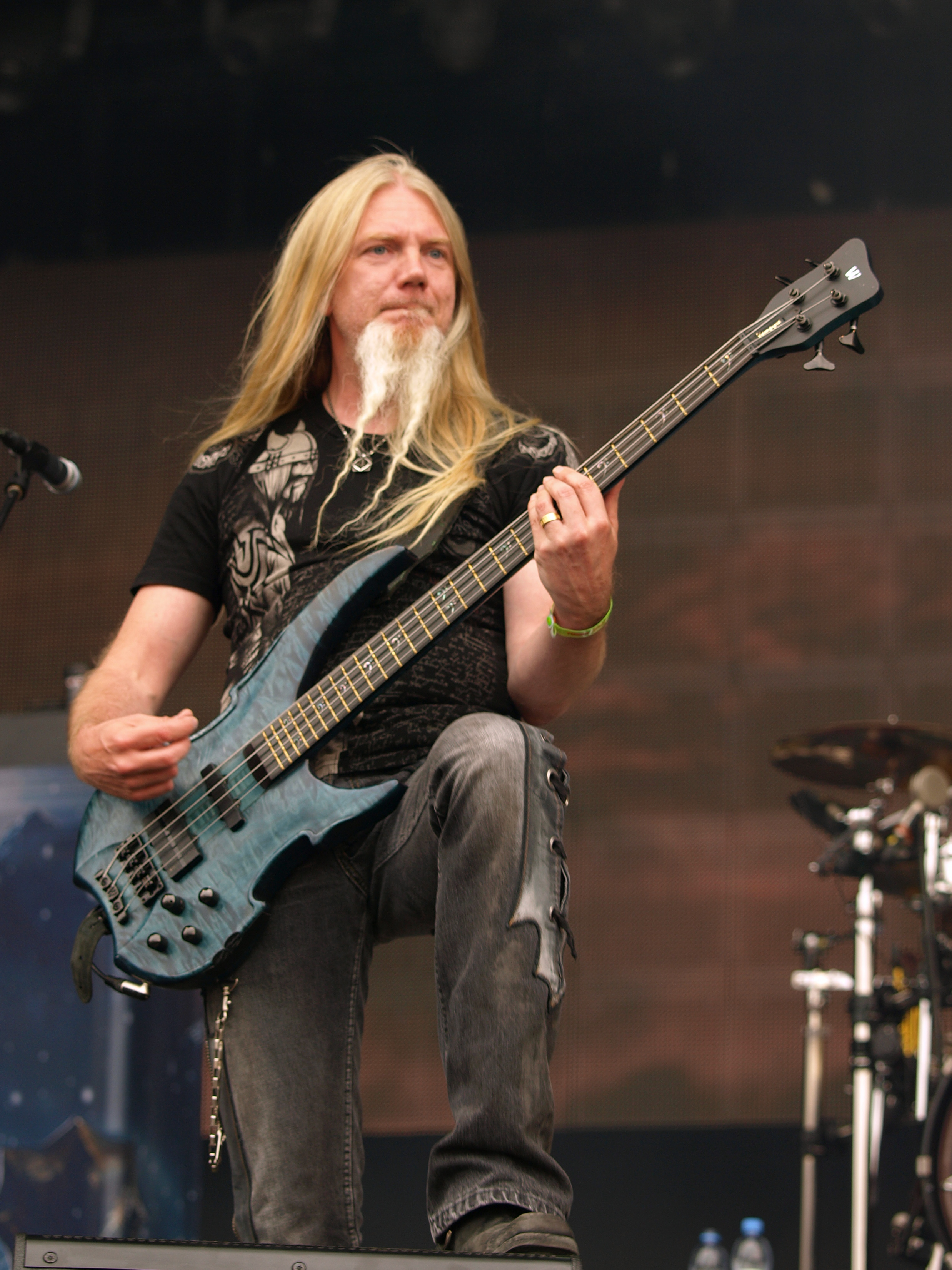
Human. :II: Nature. est le dernier album du groupe à présenter Marco Hietala comme bassiste du groupe.

### Membres
- Floor Jansen — chants
- Emppu Vuorinen — guitares
- Marco Hietala — basse, guitare acoustique, chants (piste 9), chœurs
- Kai Hahto — batterie
- Tuomas Holopainen — claviers, piano, mixage
- Troy Donockley —  Uilleann pipes, low whistle, bouzouki, bodhrán, Instruments à vent, guitares, chants (piste 4), chœurs

### Crédits supplémentaires
- Tero Kinnunen — production, enregistrement, mixage
- Mikko Karmila — production, enregistrement, mixage
- Mika Jussila — mastering
- Geraldine James — narration sur All the Works of Nature Which Adorn the World (Vista, Ad Astra)
- Johanna Kurkela — narration sur Shoemaker
- Metro Voices — chœurs
- Mat Bartram — ingénieur d'orchestre
- Laura Beck — assistant ingénieure d'orchestre
- Janne « Toxic Angel» Pitkänen — design
- Pip Williams — direction d'orchestre et arrangeur orchestrale et du chœur
- Ilona Opulska — assistant to Williams
- James Shearman — direction d'orchestre
- Martin Higgins — assistant de Shearman
- Richard Ihnatowicz — préparateur musicale

### Metro Voices
- Jenny O'Grady — cheffe de chœur
- Alexandra Gibson, Alice Fearn, Ann de Renais, Anne Marie Cullum, Caroline Fitzgerald, Claire Henry, Davina Moon, Eleanor Meynell, Heather Cairncross, Helen Brooks, Helen Parker, Jacqueline Barron, Joanna Forbes, Kate Bishop, Mary Carewe, Rachel Weston, Rosemary Forbes Butler, Sarah Ryan, Soophia Foroughi, Andrew Busher, Andrew Playfoot, David Porter Thomas, Gerard O'Beirne, Ian McLarnon, Lawrence Wallington, Lawrence White, Michael Dore, Peter Snipp, Robin Bailey, Sebastian Charlesworth, Tom Pearce

### Pale Blue Orchestra
- Isobel Griffiths – entrepreneur d'orchestre
- Andy Findon – flûte, flûte alto
- Anna Noakes – flûte, piccolo
- John Anderson – hautbois, cor anglais
- Nicholas Bucknall – clarinette soprano
- Dave Fuest – clarinette, clarinette basse
- Gavin McNaughton – basson, contrebasson
- Nigel Black – Cor d'harmonie
- Martin Owen – French horn
- Philip Eastop – French horn
- Andrew Crowley – trompette
- Kate Moore – trompette
- Mike Lovatt – trompette
- Andy Wood – trombone tenor
- Ed Tarrant – trombone tenor
- Dave Stewart – trombone basse
- Owen Slade – tuba
- Stephen Henderson – timbales, percussion ethnique
- Frank Ricotti – percussion d'orchestre
- Gary Kettel – percussion d'orchestre
- Paul Clarvis – percussion ethnique
- Perry Montague-Mason – violon
- Emlyn Singleton – violon
- Chris Tombling – violon
- John Bradbury – violon
- Emil Chakalov – violon
- Patrick Kiernan – violon
- Mark Berrow – violon
- Warren Zielinski – violon
- Rita Manning – violon
- John Mills – violon
- Chris Tombling – violon
- John Bradbury – violon
- Steve Morris – violon
- Pete Hanson – violon
- Clio Gould – violon
- Dai Emanuel – violon
- Daniel Bhattacharya – violon
- Peter Lale – alto
- Andy Parker – alto
- Julia Knight – alto
- Kate Musker – alto
- Helen Kamminga – alto
- Caroline Dale – violoncelle
- Martin Loveday – violoncelle
- Frank Schaefer – violoncelle
- Jonathan Williams – violoncelle
- Tim Gill – violoncelle
- Chris Worsey – violoncelle
- Chris Laurence – contrebasse
- Steve Mair – contrebasse
- Stacey Watton – contrebasse
- Skaila Kanga – harpe
- Dirk Campbell – duduk, instruments à vents ethniques

## Classements et certifications

### Classement hebdomadaire
| Pays               | Chart                       | Meilleure position | Réf     |
| ------------------ | --------------------------- | ------------------ | ------- |
| Allemagne          | Media Control AG            | 1                  | [ 55 ]  |
| Australie          | ARIA                        | 7                  | [ 118 ] |
| Autriche           | Ö3 Austria Top 40           | 2                  | [ 58 ]  |
| Belgique           | Ultratop 50 Flandres        | 11                 | [ 119 ] |
| Belgique           | Ultratop 40 Wallonie        | 14                 | [ 120 ] |
| Canada             | Canadian Albums             | 85                 | [ 121 ] |
| Croatie            | Top of the Shops            | 1                  | [ 56 ]  |
| Écosse             | OCC                         | 5                  | [ 122 ] |
| Espagne            | Promusicae                  | 1                  | [ 57 ]  |
| États-Unis         | Billboard 200               | 110                | [ 123 ] |
| États-Unis         | Top Independent Albums      | 13                 | [ 124 ] |
| États-Unis         | Top Hard Rock Albums        | 2                  | [ 125 ] |
| États-Unis         | Top Rock Albums             | 11                 | [ 126 ] |
| Finlande           | Suomen virallinen lista     | 1                  | [ 54 ]  |
| France             | SNEP                        | 26                 | [ 127 ] |
| Hongrie            | Mahasz                      | 2                  | [ 61 ]  |
| Italie             | FIMI                        | 45                 | [ 128 ] |
| Japon              | Oricon                      | 39                 | [ 129 ] |
| Norvège            | VG-lista                    | 4                  | [ 64 ]  |
| Pays-Bas           | Mega Album Top 100          | 2                  | [ 60 ]  |
| Pologne            | ZPAV                        | 3                  | [ 62 ]  |
| Portugal           | AFP                         | 3                  | [ 63 ]  |
| République tchèque | IFPI                        | 4                  | [ 65 ]  |
| Royaume-Uni        | UK Albums Chart             | 28                 | [ 130 ] |
| Royaume-Uni        | Official Independent Albums | 2                  | [ 131 ] |
| Royaume-Uni        | Rock & Metal Albums         | 1                  | [ 132 ] |
| Slovaquie          | Slovaquian Album Charts     | 12                 | [ 54 ]  |
| Suède              | Sverigetopplistan           | 11                 | [ 133 ] |
| Suède              | Swedish Hard Rock Albums    | 1                  | [ 134 ] |
| Suisse             | Schweizer Hitparade         | 2                  | [ 59 ]  |
| Suisse             | Schweizer Hitparade Romande | 1                  | [ 135 ] |

### Certifications
| Pays                    | Certification |
| ----------------------- | ------------- |
| Finlande (IFPI Finland) | 2 × Platine   |